# Пинацидил
Пинацидил — цианогуанидиновый препарат, открывающий чувствительные к АТФ калиевые каналы, вырабатывающие второстепенные вазодилаторы артериол. Они понижают артериальное давление и второстепенную сопротивляемость и способствуют удержанию жидкости.
Химическое название: (±)-2-циано-1-(4-пиридил)-3-(1,2,2-триметилпропил)гуанидина моногидрат.
Брутто-формула: C13H19N5 • H2O
CAS: 85371-64-8; (CAS: 60560-33-0; Pinacidil anhydrous form).
Характеристика вещества: температура плавления 164—165ºС, белый порошок, хорошо растворимый в этаноле, диметилсульфоксиде или разбавленных водных растворах кислот, нерастворимый в воде.
Синонимы: Pindac, (±)-Pinacidil, (R,S)-Pinacidil, N-Cyano-N'-4-pyridinyl-N-(1,2,2-trimethylpropyl)guanidine monohydrate.
Систематическое наименование: (±)-N-Cyano-N’-4-pyridinyl-N’’(1,2,2-trimethylpropyl) guanidine monohydrate.
Фармакологическая группа: гипотензивное средство, являющееся агонистом мембранных калиевых каналов.
Фармакология: гипотензивные средства, механизм действия которых связывают с активацией калиевых каналов в гладкомышечных клетках; сосудо-расширяющий эффект — улучшение питания волоса; нейтрализация действия гормона дигидротестостерона; непосредственное влияние на смену фаз жизненного цикла волоса.
Применение: стимуляция роста и предотвращение выпадения волос.